# Conor Oberst

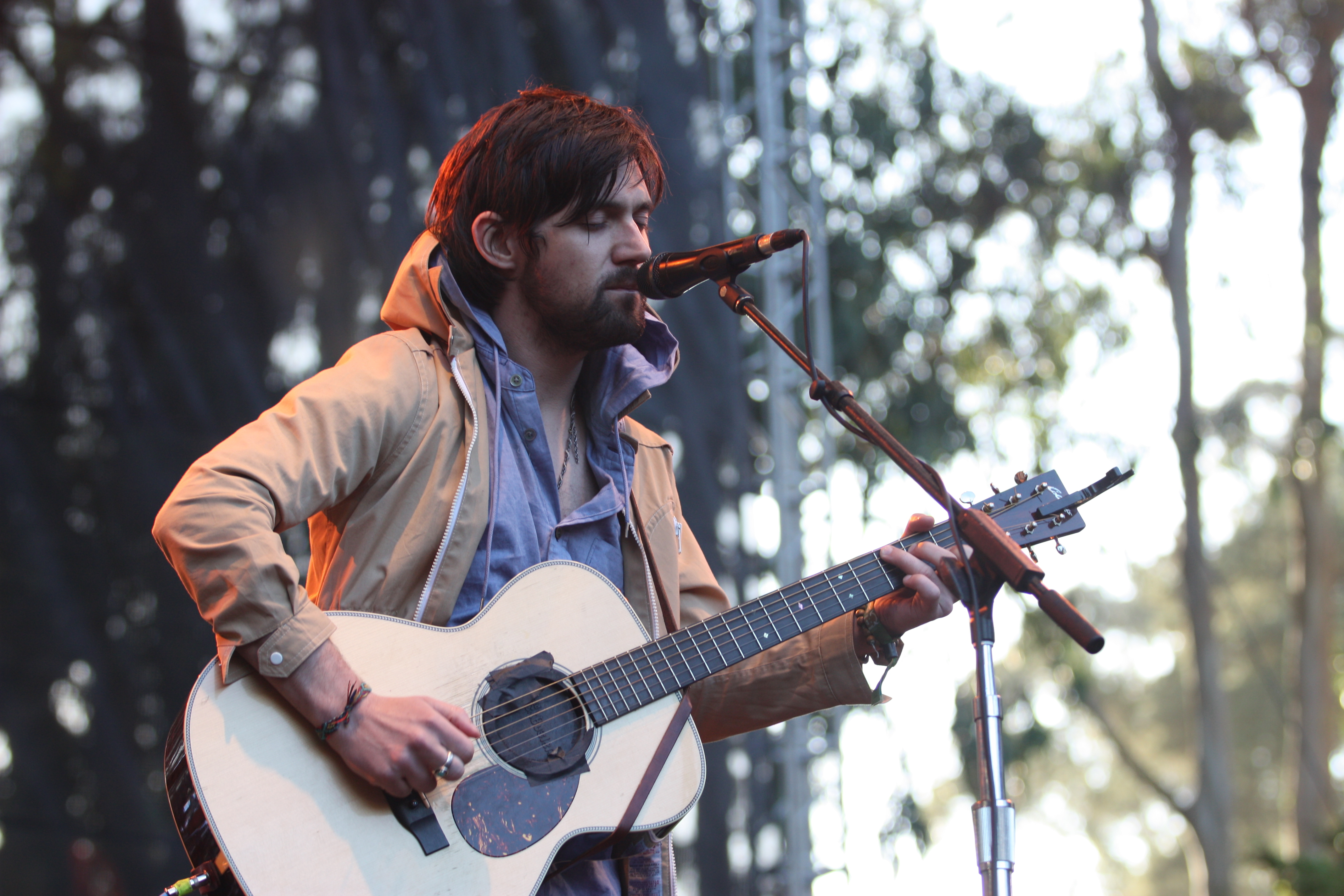
Conor Oberst 2009.

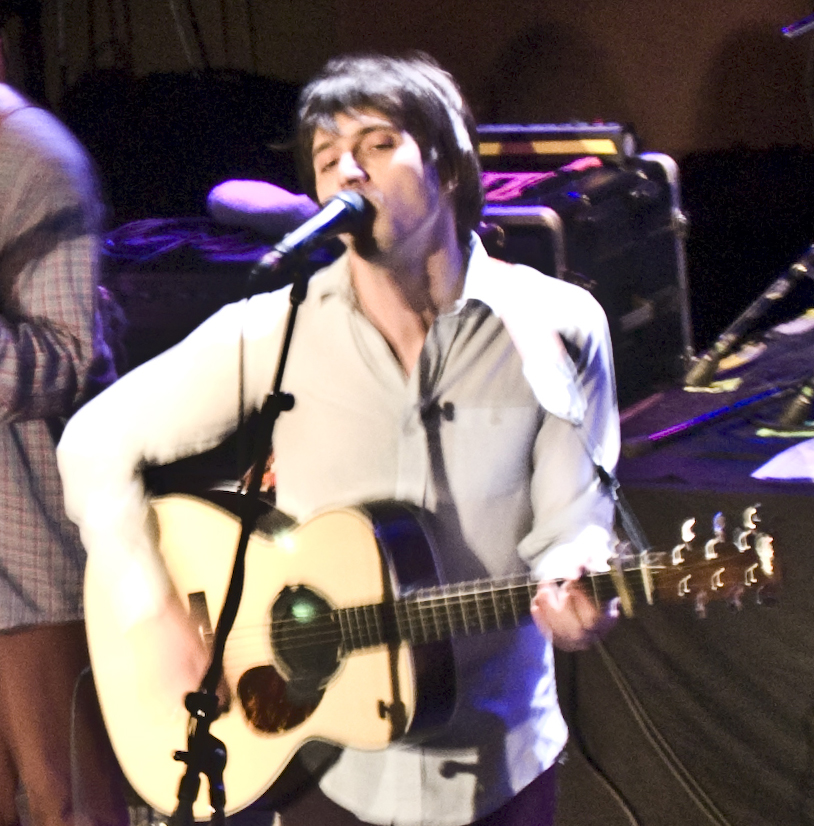
Conor Oberst i augusti 2008.

Conor Mullen Oberst, född 15 februari 1980 i Omaha, Nebraska är en amerikansk singer/songwriter. Oberst spelar i två egna band; Bright Eyes och Conor Oberst and the Mystic Valley Band. Han är även med i Monsters of Folk tillsammans med bland andra M. Ward. Tidigare musikgrupper han har varit involverad i inkluderar bland andra Park Ave., Desaparecidos, Norman Bailer och Commander Venus.

## Uppväxt
Oberst föddes och växte upp i Omaha, Nebraska. Hans far Matthew Oberst Sr. var musiker och hans mor Nancy Oberst var grundskolerektor. Han växte upp med två äldre bröder, Justin Oberst, en advokat, och Matt Oberst (avliden 2016), en musiker mest känd för sitt band Sorry About Dresden. Oberst mor hävdar att han bankade på pianot och sjöng redan när han var två år gammal.
Brodern Matt spelade gitarr och piano i diverse coverband i sin ungdom, och tillsammans med brödernas far började han lära Conor att spela gitarr när han var 10 år gammal. Redan när han hade lärt sig två ackord skrev han låtar. Det var runt den här tiden som han även hittade Antiquarium, en skivaffär i Omaha som var en samlingspunkt för andra musiker.

## Diskografi (i urval)
Se även diskografier för Commander Venus, Bright Eyes, Desaparecidos, Conor Oberst and the Mystic Valley Band, Better Oblivion Community Center.
Som Conor Oberst
- 1993 – Water
- 1994 – Here's to Special Treatment
- 1996 – The Soundtrack to My Movie
- 1996 – Kill the Monster Before It Eats Baby (delad EP med Bill Hoover)
- 2008 – Conor Oberst
- 2008 – Gentleman's Pact (EP)
- 2014 – Upside Down Mountain
- 2016 – Ruminations
- 2017 – Salutations

Med Commander Venus
- 1995 – Do You Feel At Home?
- 1997 – The Uneventful Vacation

Med Bright Eyes
- 1998 – A Collection of Songs Written and Recorded 1995–1997
- 1998 – Letting Off the Happiness
- 2000 – Fevers and Mirrors[12]
- 2002 – Lifted or The Story is in The Soil, Keep Your Ear to the Ground
- 2003 – Vinyl Box Set (samlingsalbum)
- 2002 – A Christmas Album
- 2005 – Digital Ash in a Digital Urn
- 2005 – I'm Wide Awake, It's Morning[13]
- 2005 – Motion Sickness (live)
- 2006 – Noise Floor (Rarities: 1998-2005)  (samlingsalbum)
- 2007 – Cassadaga[14]
- 2011 – The People's Key
- 2020 – Down in the Weeds, Where the World Once Was

Med Desaparecidos
- 2002 – Read Music/Speak Spanish
- 2015 – Payola

Med Conor Oberst and the Mystic Valley Band
- 2008 – Outer South
- 2012 – One of My Kind

Med Monsters of Folk
- 2009 – Monsters of Folk

Med Better Oblivion Community Center
- 2019 – Better Oblivion Community Center